# Eurovision Song Contest 2013
Eurovision Song Contest 2013, česky také Velká cena Eurovize 2013 (či jen Eurovize 2013), byl 58. ročník soutěže Eurovision Song Contest, který se konal v Malmö ve Švédsku, a to díky vítězství zpěvačky Loreen s písní „Euphoria“ na předchozím ročníku. Soutěž, organizovaná Evropskou vysílací unií (EVU) a stanicí Sveriges Television (SVT), se konala v Malmö Arena. Semifinálová kola se uskutečnila 14. a 16. května, finále pak 18. května 2013. Moderátorkou přenosů byla Petra Mede, poprvé od roku 1995 soutěž moderovala pouze jedna osoba. Bývalý reprezentant Švédska Eric Saade ji ve finále doplnit v zákulisí.
Soutěže se zúčastnilo 39 zemí, což je o tři státy méně oproti předchozímu roku. Do soutěže se po roce vrátila Arménie, naopak čtyři země ze soutěže odstoupily – Bosna a Hercegovina, Portugalsko, Slovensko a Turecko. Poslední dva zmíněné státy se do soutěže dosud nevrátily. V tomto roce byl uveden vlajkový průvod, kdy jednotliví interpreti na začátku finále přichází na hlavní pódium se svou vlajkou.
Vítězem se stala dánská zpěvačka Emmelie de Forest s písní „Only Teardrops“. Skladba vyhrála u diváků i u porot a získala 281 bodů z 456 možných, dvanáctibododové ohodnocení získala od 8 zemí.
Semifinálová kola a finále sledovalo celkem 170 milionů diváků.

## Místo konání

### Malmö
Dne 8. července 2012 veřejnoprávní televize SVT oznámila pořádání soutěže v Malmö a jeho víceúčelové hale Malmö Arena. Vzhledem k dohadům o možnosti využití tehdy nově otevřené Friends Arena ve Stockholmu, byla volba menšího místa konání vnímána jako paradox. SVT vyjádřila záměr uspořádat soutěž ve skromnějších poměrech, moderněji a šetrněji k prostředí a životu města ve srovnání s některými předchozími pořadateli. Celkový rozpočet ročníku činil 12 milionů €, více než jedenkrát méně ve srovnání s předcházejícím Baku.  Třetím kandidátem po Stockholmu a Malmö byl Göteborg.
Malmö je s třemi sty tisíci obyvateli třetím největším městem Švédska a správním centrem kraje Skåne. S dánskou Kodaní vzdálenou 25 kilometrů Malmö spojuje most Öresundsbron.

### Malmö Arena
Malmö Arena je po třech stockholmských víceúčelových halách největší švédskou zastřešenou arénou. Mimo utkání domovského hokejového klubu Malmö Redhawks každý rok uspořádá řadu sportovních i kulturních akcí, mimo jiné Mistrovství světa v házené mužů v roce 2011, koncerty Britney Spears, Lady Gaga či Toma Jonese, kola pěvecké reality-show Idol a
semifinále Melodifestivalenu, národního kola Eurovize. Běžně aréna pojme 13 až 15 tisíc lidí. Mimo pohnutku uspořádat komorně laděný ročník soutěže bylo faktorem pro volbu arény také dobré dopravní spojení v jejím okolí.

## Formát soutěže

### Systém hlasování a pořadí
Nejdůslednější změnou v systému soutěže bylo upuštění od dřívějšího systému kombinace nejlépe ohodnocené desítky vystoupení od diváků a poroty v každé zemi. Nově bylo ustanoveno, že v poměru 50:50 bude zkombinováno pořadí všech písní od diváků s pořadím poroty – tento systém může zamezit vysokému ohodnocení písně, která byla oceněna pouze jednou hlasující skupinou. Dobrý výsledek tak ideálně zajišťuje pouze ocenění skupinami oběma. Výsledná nejlepší desítka dané země byla tradičně přepočtena na odpovídající bodové ohodnocení v systému 12, 10, 8 – 1 bod. Nově byla ustanovena možnost hlasovat přes oficiální Eurovision App.
Poprvé v moderní historii soutěže bylo pořadí vystupujících během jednotlivých večerů určeno producenty soutěže po vzoru švédského kola Melodifestivalen na místo tradičního losování. Jediný los určil, v které polovině večera bude daný účinkující vystupovat. Záměrem je zamezit sledu podobných písní ihned za sebou a lepší umělecký dojem, rozhodnutí upustit od původního systému se však setkal se smíšenými reakcemi vzhledem k teoriím, že vystupování později během soutěžního večera zvyšuje šanci na úspěch a výsledky by takto bylo možné ovlivnit. Vítězové soutěže v několika posledních ročnících vystupovali vždy mezi posledními, pokaždé však šlo o vysoce favorizované písně. Pořadí semifinálových výstupů bylo zveřejněno 28. března. Hostící Švédsko v předstihu obdrželo 16. místo v pořadí vystupujících, zbylých pět automatických finalistů, tzv. Velká pětka (Itálie, Německo, Francie, Španělsko a Spojené království) si vylosovalo hlasovací právo do jednoho ze semifinálových kol.

### Grafický design
Grafické zpracování soutěže zajistila göteborská reklamní společnost Forsman & Bodenfors (F&B). V lednu bylo představeno oficiální logo, pestrobarevný motýl, doplněný sloganem "We Are One" ("Jsme jeden"), zdůrazňujícím rovnost a kulturní sblížení Evropy. Animace motýla doprovázela úvodní medailonek ke každému vystoupení. Skrz medailonky byli

### Sponzor
Hlavními sponzory ročníku byly švédský mobilní operátor TeliaSonera, kosmetické firmy Schwarzkopf a IsaDora a řetězce ICA AB a Tetra Pak.

## Seznam účastníků

### Navrátivší interpreti
Podruhé v řadě se reprezentantkou San Marina stala Valentina Monetta, která s písní „Crisalide (Vola)“ nepostoupila do finále. Bulharsko podruhé vyslalo duo Elica Todorova & Stojan Jankulov, které v roce 2007 obsadilo páté místo. Jedna z členek srbského tria Moje 3 Nevena Božović v roce 2007 obsadila třetí místo na Junior Eurovision Song Contest a stala se prvním interpretem, který se zúčastnil obou soutěží. Zástupci Albánie, Moldavska, Estonska a Arménie v minulosti na pódiu Eurovize vystoupili coby doprovodní umělci.

### První semifinále
Prvního semifinále se zúčastnilo celkem 16 zemí. Odehrálo se 14. května ve 21 hodin místního času. Hlasovat mohli diváci z těchto zemí, Švédska a dvou zemí tzv. Velké pětky, konkrétně z Itálie a Spojeného království.
| Pořadí | Země       | Interpret                | Skladba                            | Jazyk         | Umístění | Body |
| ------ | ---------- | ------------------------ | ---------------------------------- | ------------- | -------- | ---- |
| 1.     | Rakousko   | Natália Kelly            | „Shine“                            | angličtina    | 14.      | 27   |
| 2.     | Estonsko   | Birgit                   | „Et uus saaks alguse“              | estonština    | 10.      | 52   |
| 3.     | Slovinsko  | Hannah                   | „Straight Into Love“               | angličtina    | 16.      | 8    |
| 4.     | Chorvatsko | Klapa s Mora             | „Mižerja“                          | chorvatština  | 13.      | 38   |
| 5.     | Dánsko     | Emmelie de Forest        | „Only Teardrops“                   | angličtina    | 1.       | 167  |
| 6.     | Rusko      | Dina Garipova            | „What If“                          | angličtina    | 2.       | 156  |
| 7.     | Ukrajina   | Zlata Ogněvič            | „Gravity“                          | angličtina    | 3.       | 140  |
| 8.     | Nizozemsko | Anouk                    | „Birds“                            | angličtina    | 6.       | 75   |
| 9.     | Černá Hora | Who See feat. Nina Žižić | „Igranka“ (Игранка)                | černohorština | 12.      | 41   |
| 10.    | Litva      | Andrius Pojavis          | „Something“                        | angličtina    | 9.       | 53   |
| 11.    | Bělorusko  | Aljona Lanskaja          | „Solayoh“                          | angličtina    | 7.       | 64   |
| 12.    | Moldavsko  | Aliona Moon              | „O mie“                            | rumunština    | 4.       | 95   |
| 13.    | Irsko      | Ryan Dolan               | „Only Love Survives“               | angličtina    | 8.       | 54   |
| 14.    | Kypr       | Despina Olympiou         | „An Me Thimase“ (Αν Με Θυμάσαι)    | řečtina       | 15.      | 11   |
| 15.    | Belgie     | Roberto Bellarosa        | „Love Kills“                       | angličtina    | 5.       | 75   |
| 16.    | Srbsko     | Moje 3                   | „Ljubav je svuda“ (Љубав је свуда) | srbština      | 11.      | 46   |

### Druhé semifinále
Druhého semifinále se zúčastnilo celkem 17 zemí. Odehrálo se 16. května ve 21 hodin místního času. Hlasovat mohli diváci z těchto zemí a tří zemí tzv. Velké pětky, konkrétně z Francie, Německa a Španělska.
| Pořadí | Země        | Interpret                             | Skladba                                   | Jazyk                  | Umístění | Body |
| ------ | ----------- | ------------------------------------- | ----------------------------------------- | ---------------------- | -------- | ---- |
| 1.     | Lotyšsko    | PeR                                   | „Here We Go“                              | angličtina             | 17.      | 13   |
| 2.     | San Marino  | Valentina Monetta                     | „Crisalide (Vola)“                        | italština              | 11.      | 47   |
| 3.     | Makedonie   | Esma & Lozano                         | „Pred da se razdeni“ (Пред да се раздени) | makedonština, romština | 16.      | 28   |
| 4.     | Ázerbájdžán | Farid Mammadov                        | „Hold Me“                                 | angličtina             | 1.       | 139  |
| 5.     | Finsko      | Krista Siegfrids                      | „Marry Me“                                | angličtina             | 9.       | 64   |
| 6.     | Malta       | Gianluca                              | „Tomorrow“                                | angličtina             | 4.       | 118  |
| 7.     | Bulharsko   | Elitsa Todorova a Stoyan Yankoulov    | „Samo shampioni“ (Само шампиони)          | bulharština            | 12.      | 45   |
| 8.     | Island      | Eythor Ingi                           | „Ég á líf“                                | angličtina             | 6.       | 72   |
| 9.     | Řecko       | Koza Mostra feat. Agathonas Iakovidis | „Alcohol Is Free“                         | řečtina, angličtina    | 2.       | 121  |
| 10.    | Izrael      | Moran Mazor                           | „Rak bishvilo“ (רק בשבילו)                | hebrejština            | 14.      | 40   |
| 11.    | Arménie     | Dorians                               | „Lonely Planet“                           | angličtina             | 7.       | 69   |
| 12.    | Maďarsko    | ByeAlex                               | „Kedvesem“ (Zoohacker Remix)              | maďarština             | 8.       | 66   |
| 13.    | Norsko      | Margaret Berger                       | „I Feed You My Love“                      | angličtina             | 3.       | 120  |
| 14.    | Albánie     | Adrian Lulgjuraj a Bledar Sejko       | „Identitet“                               | albánština             | 15.      | 31   |
| 15.    | Gruzie      | Nodi Tatishvili a Sophie Gelovani     | „Waterfall“                               | angličtina             | 10.      | 63   |
| 16.    | Švýcarsko   | Takasa                                | „You and Me“                              | angličtina             | 13.      | 41   |
| 17.    | Rumunsko    | Cezar                                 | „It's My Life“                            | angličtina             | 5.       | 83   |

### Finále
Finále se uskutečnilo 18. května ve 21 hodin místního času. Zúčastnilo se ho 26 zemí – 10 nejlepších z každého semifinále, státy z tzv. Velké pětky, které do finále postupují automaticky, a Švédsko jakožto vítěz předchozího ročníku.
| Pořadí | Země               | Interpret                             | Skladba                      | Jazyk               | Umístění | Body |
| ------ | ------------------ | ------------------------------------- | ---------------------------- | ------------------- | -------- | ---- |
| 1.     | Francie            | Amandine Bourgeois                    | „L'Enfer et moi“             | francouzština       | 23.      | 14   |
| 2.     | Litva              | Andrius Pojavis                       | „Something“                  | angličtina          | 22.      | 17   |
| 3.     | Moldavsko          | Aliona Moon                           | „O mie“                      | rumunština          | 11.      | 71   |
| 4.     | Finsko             | Krista Siegfrids                      | „Marry Me“                   | angličtina          | 24.      | 13   |
| 5.     | Španělsko          | ESDM                                  | „Contigo hasta el final“     | španělština         | 25.      | 8    |
| 6.     | Belgie             | Roberto Bellarosa                     | „Love Kills“                 | angličtina          | 12.      | 71   |
| 7.     | Estonsko           | Birgit                                | „Et uus saaks alguse“        | estonština          | 20.      | 19   |
| 8.     | Bělorusko          | Aljona Lanskaja                       | „Solayoh“                    | angličtina          | 16.      | 48   |
| 9.     | Malta              | Gianluca                              | „Tomorrow“                   | angličtina          | 8.       | 120  |
| 10.    | Rusko              | Dina Garipova                         | „What If“                    | angličtina          | 5.       | 174  |
| 11.    | Německo            | Cascada                               | „Glorious“                   | angličtina          | 21.      | 18   |
| 12.    | Arménie            | Dorians                               | „Lonely Planet“              | angličtina          | 18.      | 41   |
| 13.    | Nizozemsko         | Anouk                                 | „Birds“                      | angličtina          | 9.       | 114  |
| 14.    | Rumunsko           | Cezar                                 | „It's My Life“               | angličtina          | 13.      | 65   |
| 15.    | Spojené království | Bonnie Tyler                          | „Believe In Me“              | angličtina          | 19.      | 23   |
| 16.    | Švédsko            | Robin Stjernberg                      | „You“                        | angličtina          | 14.      | 62   |
| 17.    | Maďarsko           | ByeAlex                               | „Kedvesem“ (Zoohacker Remix) | maďarština          | 10.      | 84   |
| 18.    | Dánsko             | Emmelie de Forest                     | „Only Teardrops“             | angličtina          | 1.       | 281  |
| 19.    | Island             | Eythor Ingi                           | „Ég á Líf“                   | islandština         | 17.      | 47   |
| 20.    | Ázerbájdžán        | Farid Mammadov                        | „Hold Me“                    | angličtina          | 2.       | 234  |
| 21.    | Řecko              | Koza Mostra feat. Agathonas Iakovidis | „Alcohol Is Free“            | angličtina, řečtina | 6.       | 152  |
| 22.    | Ukrajina           | Zlata Ogněvič                         | „Gravity“                    | angličtina          | 3.       | 214  |
| 23.    | Itálie             | Marco Mengoni                         | „L'essenziale“               | italština           | 7.       | 126  |
| 24.    | Norsko             | Margaret Berger                       | „I Feed You My Love“         | angličtina          | 4.       | 191  |
| 25.    | Gruzie             | Nodi Tatishvili a Sophie Gelovani     | „Waterfall“                  | angličtina          | 15.      | 50   |
| 26.    | Irsko              | Ryan Dolan                            | „Only Love Survives“         | angličtina          | 26.      | 5    |

## Kontroverze

### Údajné podvody při hlasování
Krátce po finále byl Ázerbájdžán obviněn z nekalých praktik při hlasování – litevský plátek 15 min zveřejnil zprávu, dle níž měli zástupci ázerbájdžánské delegace v Litvě, ale také v dalších postsovětských republikách, Chorvatsku a Švýcarsku (celkem v patnácti zemích), uplácet skupiny jednotlivců k masivnímu hlasování za Ázerbájdžán pomocí SIM karet, které jim poskytli. Zpráva byla doplněna videem s tajným odposlechem. Hlavní producent soutěže Jon Ola Sand zdůraznil prioritu spravedlivých výsledků s ujištěním, že situace byla prošetřena a mezi ázerbájdžánskou televizí Ictimai a osobami na videu nebyla prokázána spojitost. Bez ohledu na to Ázerbájdžán z Litvy i dalších inkriminovaných zemí obdržel vysoká bodová ohodnocení. Ázerbájdžán se pod tlakem ze strany organizátorů ocitl již po několikáté po předchozích obviněních z uplácení porot a policejního vyšetřování občanů, kteří v minulosti hlasovali pro umělce z Arménie.
Ázerbájdžán dále vzbudil ohlas, neboť ruská reprezentantka i přes tradiční vazby mezi zeměmi východní Evropy a Kavkazu neobdržela v tamějším hlasování žádné body, přestože v hodnocení diváků obsadila druhé místo. Ázerbájdžánský prezident Ilham Alijev přikázal důsledné prošetření kauzy, zatímco ruský ministr zahraničních věcí Sergej Lavrov označil hlasování za zfalšované a slíbil "adekvátní odezvu". Bonnie Tyler, zástupkyně Spojeného království, později v médiích prohlásila, že ruští delegáti si v zákulisí soutěže stěžovali na skutečnost, že nedostali "deset bodů, které si zaplatili".

### Plagiátorství
Z plagiátorství jiných písní bylo neoficiálně nařčeno několik soutěžních příspěvků – nejvýraznější pozornost médií si získalo obvinění německého projektu Cascada, jejichž píseň "Glorious" měla být kopií předešlé vítězné písně "Euphoria" zpěvačky Loreen. Obvinění byla označena za neopodstatněná.

### Lesbický polibek
Na podporu legalizace gay manželství ve Finsku tamější reprezentantka Krista Siegfrids v závěru své písně "Marry Me" políbila jednu ze svých doprovodných zpěvaček. Toto gesto bylo s náležitou odezvou v médiích označeno za "první lesbický polibek na Eurovizi". V konzervativních zemích, především v Turecku, které záznam soutěže i přes neúčast mělo odvysílat, byl krok Siegfrids zkritizován, později se stal předmětem spekulací i kvůli ruskému federálnímu zákonu zakazujícímu "propagaci homosexuality" v médiích. Skutečnost, že Turecko nakonec soutěž neodvysílalo, byla v souvislosti s polibkem zmíněna v řadě médií, vysílatel TRT však uvedl jako důvod rozhodnutí "nízký zájem diváků".
Další polibek, tentokrát dvou mužů, byl součástí satirického vystoupení moderátorky Petry Mede během přestávky. Vystoupení obsahovalo směs stereotypů i reálných moderních přístupů švédské společnosti včetně liberálního postoje k homosexualitě.

### Eric Saade
Eric Saade, švédský zpěvák a moderátor v zákulisí během hlasování v jednom momentě předal slovo Petře Mede se slovy: "Zpět k tobě, Petro. Hashtag: MILF." Komentář byl několika médii označen za urážlivý, britský vysílatel BBC na několik inkriminovaných sekund přerušil zvukový záznam, přestože nebylo potvrzeno, zda záměrně či kvůli poruše.